# Hrabstwo Baker (Oregon)
Hrabstwo Baker (ang. Baker County) – hrabstwo w stanie Oregon w Stanach Zjednoczonych. Obszar całkowity hrabstwa obejmuje powierzchnię 3088,43 mil² (7999 km²). Według szacunków United States Census Bureau w roku 2009 miało 16 082 mieszkańców.
Hrabstwo powstało w 1862 roku. 

## Miejscowości
- Baker City
- Greenhorn
- Haines
- Halfway
- Huntington
- Richland
- Sumpter
- Unity[4].